# Sant Jaume de Badalona
Sant Jaume de Badalona és una església de Badalona (Barcelonès) inclosa a l'Inventari del Patrimoni Arquitectònic de Catalunya.

## Descripció
Església de reduïdes dimensions, de nau única. Coberta a doble vessant amb fibrociment (uralita), també utilitzada al ràfec de la porta i al curiós campanar, de formigó amb una creu de ferro. La simplicitat de les seves solucions formals i l'ús a la vista dels materials industrials més bàsics de l'època són influïts per l'entorn, un barri obrer-industrial.

## Història
L'edifici es considera el manifest de l'arquitectura realista dels anys 60, enunciada a Serra d'Or per O. Bohigas pel recurs de materials i tipologies constructives assequibles a la pobra economia de la postguerra, i es vincula a l'acció progressista de part de l'església prèvia al II Concili Vaticà.